# Liel Kolet
Liel Kolet, est une chanteuse israélienne, née le 11 juillet 1989 à Kibbutz Kineret. Elle a représenté la Suisse à l'Eurovision 2006, avec le groupe Six4one.